# Die Jagd nach der Hundertpfundnote oder Die Reise um die Welt
Die Jagd nach der Hundertpfundnote oder Die Reise um die Welt ist ein deutscher Stummfilm aus dem Jahr 1913 von Willy Zeyn senior mit Fred Goebel und Senta Eichstaedt in den Hauptrollen. Obwohl nur nach Motiven Jules Vernes gedreht, gilt er als die erste Verfilmung des Abenteuerromanklassikers Reise um die Erde in 80 Tagen.

## Handlung
Phileas Fogg ist das Musterbeispiel eines britischen Gentlemans. In seinem Londoner Club bezahlt er eines Tages eine Rechnung mit einer funkelnagelneuen Hundertpfundnote. Dann wettet er, dass er genau diese Banknote in nur drei Monaten wieder in seinen Händen halten werde. Die Seriennummer wird von seinen Club-Freunden notiert, und der Geldschein geht, ebenfalls markiert, auf die Reise. 
Nahezu zeitgleich entdeckt die englische Polizei ein Versteck mit einer großen Anzahl an Blüten. In die Hände der Staatsmacht geraten auch mehrere Hundertpfundnoten, die ein und dieselbe Seriennummer aufweisen. Die gewiefte Detektivin Miss Nobody schaltet sich ein. Sie soll die Falschgeldhersteller aufspüren und dingfest machen. Ihre Jagd nach den Ganoven führt sie rund um den Globus, in ein Spielcasino, eine chinesische Opiumhöhle und in die New Yorker Hafenanlagen. Auf einer Farm kommt sie den Ganoven gefährlich nahe und gerät in große Gefahr. 

## Produktionsnotizen
Der Film, der sich der Verne-Vorlage auf parodistische Weise näherte, entstand im Frühjahr/Frühsommer 1913, besaß sechs Akte und passierte die Filmzensur am 1. August 1913. Die Uraufführung fand wahrscheinlich im August oder September 1913 statt; im Hamburger Fremdenblatt vom 14. September 1913 wurde der Streifen besprochen.
Kurt Dürnhöfer schuf die umfangreichen Filmbauten, mit denen er „exotische“ Szenerien von Bombay, Nagasaki, San Francisco und Kairo nachzustellen versuchte. Er kreierte mit seinen Szenenbildern die ersten Freilichtbauten der Filmstadt Berlin. Der sonst zumeist als Aufnahmeleiter arbeitende Ernst Körner assistierte bei diesem Streifen Regisseur Zeyn und übernahm auch eine kleine Rolle.

## Kritik
„Die spannende Handlung dieses Kinoschauspiels setzt sich aus zahlreichen abwechslungsvollen Phasen zusammen, die in rascher Aufeinanderfolge in England, Ägypten, Indien, Japan, China, Nordamerika und Frankreich spielen und am Ausgangspunkt wieder endigen, so dass die Zuschauer, wie im Fluge, eine Reise um die Welt machen, Einblicke in das Volksleben der orientalischen, indischen und malayischen Volksrassen tun, den pikanten Reiz von Szenen aus dem Haremsleben und die Schrecken der Opiumhöhlen empfinden, kurz die Eindrücke einer Weltreise in sich aufnehmen. Dazu gehören natürlich auch schöne Landschaftsbilder, die einem aufmerksamen Beobachter manchmal heimatlich anmuten.“